# Герхард I (герцог Верхньої Лотарингії)
Герхард I (фр. Gérard Ier, нім. Gerhard I.; бл. 1030 — 14 квітня або 11 серпня 1070) — герцог Верхньої Лотарингії в 1048—1070 роках. Граф Меца (як Герхард V). Родоначальник Лотаринзького дому. Відомий також як «Герхард Ельзаський» (фр. Gérard d'Alsace).

## Життєпис
Другий син Герхарда IV, графа Меца і Шатенуа. Можливо матір'ю була Гізела (донька або інша родичка Теодоріха I, герцога Верхньої Лотарингії). Народився близько 1030 року.
1047 року, коли його старший брат Адальберт став герцогом Верхньої Лотарингії, то передав Герхардові графства Мец і Шатенуа. 1048 року після загибелі Адальберта у битві проти Годфріда II, колишнього герцога Верхньої Лотарингії, Герхард отримав від імператора Генріха III це герцогство.
Продовжив боротьбу проти Готфріда II, але внаслідок зради нижньолотаринзької знаті потрапив у полон. Завдяки Бруно фон Дансбург-Егісгайму, єпископу Туля, обраному папою римським під ім'ям Лев IX, в 1049 році отримав свободу. Невдовзі отримав від імператора допомогу військами, завдяки цьому, Герхард I зміг здолати свого супротивника і закріпитися в герцогстві.
1050 року заклав фортецю Нансіакум. 1053 року спільно з Рудольфом, капітаном швабських найманців, керував папськими військами, що боролися проти норманів під орудою Роберта Гвіскара. Але у битві при Чивітате Герхард I і Рудольф зазнали цілковитої поразки, що завершилося полоном папи римського. Проте сам герцог Верхньої Лотарингії зумів неушкоджено повернутися до свого володіння.
Під час свого правління Герхард зберігав вірність імператорам Генріху III і Генріху IV. При цьому здобув прихильність церкви, що стала його союзником. При цьому він підпорядкував собі низку великих абатств в Лотарингії — Сен-П'єр і Сен-Мартін в Меці, Сен-Евр в Тулі, Реміремон, Муаєнмутьє і Сен-Міхель. Через ці абатства Герхард постійно конфліктував з єпископами Меца.
На землях, що належали абатству Сен-П'єр в Меці, Герхард I звів замки Прені і Нансі, що стали сполучною ланкою між його південними і північними володіннями. Замок Пріні став головною резиденцією герцога (залишався таким до 1298 року). Сам Герхард I також багато часу проводив у замку Шатенуа.
Загинув в 1070 році — помер в Ремірмоні під час підготовки військ для придушення заколоту лотаринзької знаті. Можливо його було отруєно. Верхню Лотарингію успадкував старший син Теодоріх.

## Родина
Дружина — Гадвіга (Гедвіга), донька Альберта I, графа Намюра
Діти:
- Теодоріх (бл. 1055—1115), герцог Верхньої Лотарингії
- Герхард (бл. 1057—1108), граф Водемон
- Гізела (д/н — після 1114), абатиса монастирів Реміремон і Сен-П'єр де Мец
- Беатриса (д/н —1116/1117), дружина Стефана I, пфальцграфа Бургундії